# Mayo-Kebbi Leste
Mayo-Kebbi Oriental ou Mayo-Kebbi Leste (em francês: Mayo-Kebbi Est; em árabe: مايو كيبي الشرقي; Māyū Kībī al-Sharqī) é uma das 23 províncias do Chade, sendo Bongor a sua capital.

## Demografia
O recenseamento do Chade de 2009 indicou uma população de 774 782 habitantes para Mayo-Kebbi Leste, o que faz da província a terceira mais populosa do país. Sua capital Bongor, 44 578 habitantes, é a cidade mais populosa da província e a nona de todo o Chade.
Os principais grupos etnolinguísticos são os povos bagirmis, kanúris, keras, kims, kwangs, majeras, marbas, masas, mbaras, musgums, museys, ngeté-herdés, tobangas e tupuris.

## Subdivisões
A província de Mayo-Kebbi Leste é dividida em quatro departamentos:
| Departamentos | Capital     | Subprefeituras                                   |
| ------------- | ----------- | ------------------------------------------------ |
| Kabbia        | Gounou Gaya | Gounou Gaya, Berem, Djodo Gassa                  |
| Mayo-Lémié    | Guélengdeng | Guélengdeng, Katoa, Nanguigoto                   |
| Mayo-Boneye   | Bongor      | Bongor, Kim, Koyom, Rigaza, Ngam, Moulkou, Samga |
| Mont d'Illi   | Fianga      | Fianga, Tikem, Hollom Game, Kéra, Youé           |